# Hérisson
Hérisson är en kommun i departementet Allier i regionen Auvergne-Rhône-Alpes i de centrala delarna av Frankrike. Kommunen ligger  i kantonen Hérisson som ligger i arrondissementet Montluçon. År 2022 hade Hérisson 564 invånare.

## Befolkningsutveckling
Antalet invånare i kommunen Hérisson
Referens: INSEE